# Politistrejken i Boston
Politistrejken i Boston var en strejke af Bostons politistyrke, som begyndte 9. september 1919 efter politikommissær Edwin Upton Curtis nægtede at tillade oprettelsen af en fagforening for politifolk. Strejken, som kastede Boston ud i civilt kaos, blev starskuddet til et dramatisk skift i traditionelle arbejdsrelationer for politiet, som var utilfredse med stagnerende løn og dårlige arbejdsforhold. Den daværende delstatsguvernør Calvin Coolidges indblanding i strejken gav ham national berømmelse, hvilket førte til hans nominering som Harding's vicepræsidentkandidat i præsidentvalget i 1920.